# 密羽梳蘚
密羽梳蘚（学名：Ctenidium pinnatum）为灰蘚科梳蘚屬下的一个种。

## 扩展阅读
- 維基物種上的相關：密羽梳蘚